# Krzysztof Czapla
Krzysztof Andrzej Czapla (ur. 1956) – polski dyplomata w stopniu ambasadora tytularnego.

## Życiorys
Rozpoczął studia na Wydziale Prawa i Administracji Uniwersytetu Wrocławskiego. Po roku został skierowany na studia w Moskiewskim Państwowym Instytucie Stosunków Międzynarodowych. Po jego ukończeniu został wysłany w charakterze stażysty do konsulatu PRL w Benghazi w Libii, po czym rozpoczął pracę w centrali Ministerstwa Spraw Zagranicznych. Po roku pracy, w 1985, został zmuszony do opuszczenia MSZ za odmowę wstąpienia do PZPR. Przez kilka lat pracował poza strukturami rządowymi, był m.in. tłumaczem w firmie Mostostalu Zabrze w Libii.
Do MSZ powrócił w 1991 jako ekspert w Departamencie Afryki, Azji, Australii i Oceanii. W 1995 został powołany na Konsula Generalnego RP w Benghazi. W 1998 został koordynatorem w pionie konsularnym centrali MSZ. W 1999 doprowadził do uwolnienia polskich pielęgniarek aresztowanych w Libii pod pretekstem wywołania epidemii wirusem HIV. Od 2001 do 2005 był konsulem generalnym w Vancouver. Następnie pracował w pionach kontrolno-audytorskim i konsularno-polonijnym MSZ. Jako audytor doprowadził do wykrycia licznych nieprawidłowości. Ponownie kierował Konsulatem w Vancouver w latach 2009–2013. Okres ten przypadł na czas organizowanych tam Zimowych Igrzysk Olimpijskich w 2010. Od października 2015 ambasador tytularny. Od kwietnia 2016 do 2021 pełnił funkcję chargé d’affaires RP w reaktywowanej ambasadzie RP w Syrii (rezydując w Bejrucie). W grudniu 2017 doprowadził do zwolnienia z syryjskiego więzienia dziennikarza Witolda Repetowicza. W 2021 przeszedł na emeryturę.
Zna języki: angielski, arabski i rosyjski.
Żona Anna, córka Edyta.